# Mehrbrüderbaum

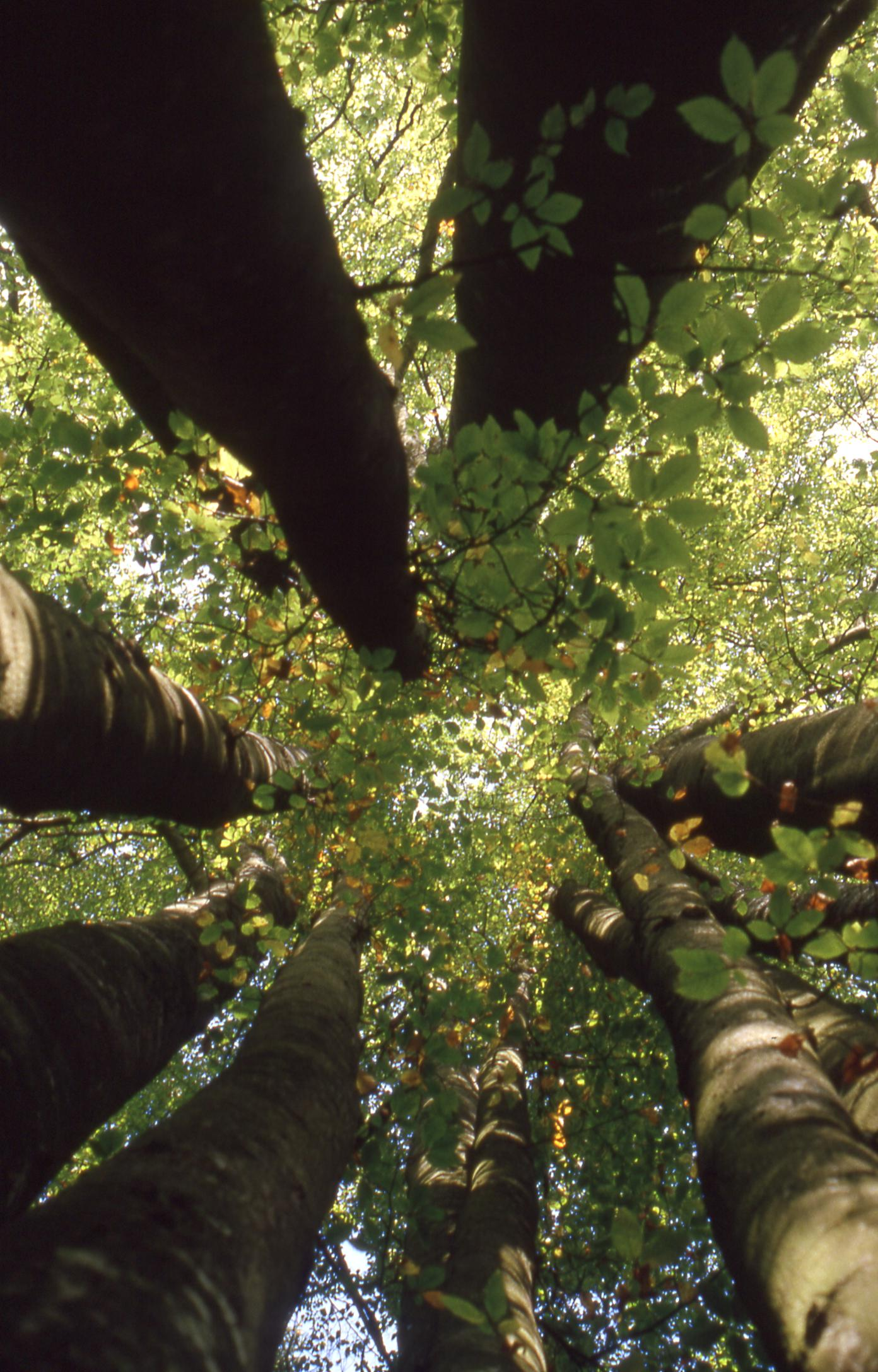
Neunstämmige Buche im Naturschutzgebiet Wutachschlucht

Mit Mehrbrüderbaum werden mehrstämmige Bäume bezeichnet, die vorwiegend auf ehemaligen Hudeflächen zu finden sind. Um Baumpflanzungen auf diesen Viehweiden besser vor Verbiss zu schützen, wurden mehrere Schösslinge zusammen in ein Pflanzloch gesetzt und mit einer gemeinsamen Einhegung versehen. Die Jungpflanzen entwickelten sich im Laufe der Zeit zu einem vielstämmigen Baum, ein typisches Bild für Hudelandschaften. Derartige Mehrbrüderbäume findet man im Naturschutzgebiet Donoperteich, einer ehemaligen Waldhude für Detmold und Hiddesen. Weitere vielstämmige Exemplare gibt es im Liesetal bei Hallenberg im Hochsauerland.